# 威廉·S·吉尔伯特
威廉·施文克·吉尔伯特爵士（英語：Sir William Schwenck Gilbert，1836年11月18日—1911年5月29日），英国剧作家、文学家、诗人。他与作曲家阿瑟·萨利文合作的14部喜剧闻名于世，其中最著名的为《皮纳福号军舰》、《彭赞斯的海盗》以及在音乐剧院中表演场次最多的历史剧之一《日本天皇》。这些作品以及他们其他萨沃伊歌剧作品如今在使用英语的国家依旧经常演出，包括歌剧公司、剧团、学校和社区演出团体。这些作品中的一些台词已经成为英语的一部分。